# Сельское поселение «Деревня Никольское»
Се́льское поселе́ние «Дере́вня Нико́льское» — муниципальное образование в Дзержинском районе Калужской области Российской Федерации.
Административный центр — деревня Никольское.

## История
Сельское поселение «Деревня Никольское» образовано в соответствии с Законом Калужской области от 23 декабря 2014 года № 657-ОЗ в результате разделения муниципального образования «Угорская волость» на сельские поселения «Деревня Никольское» и «Угорское».

## Население
| 2016 | 2017 | 2018 | 2019 | 2020  | 2021  |
| ---- | ---- | ---- | ---- | ----- | ----- |
| 996  | →996 | ↘977 | ↗980 | ↗1011 | ↘1005 |

## Состав сельского поселения
| №  | Населённый пункт | Тип населённого пункта          | Население |
| -- | ---------------- | ------------------------------- | --------- |
| 1  | Адамовское       | деревня                         | ↗80       |
| 2  | Амур-Ключ        | деревня                         | →1        |
| 3  | Андреевское      | деревня                         | ↗26       |
| 4  | Антоново         | деревня                         | ↘16       |
| 5  | Барятино         | село                            | ↗85       |
| 6  | Батуево          | деревня                         | ↘13       |
| 7  | Горки            | деревня                         | ↗5        |
| 8  | Дорохи           | деревня                         | ↗8        |
| 9  | Косатынь         | деревня                         | ↘118      |
| 10 | Маковцы          | село                            | ↘192      |
| 11 | Малиновское      | деревня                         | ↘2        |
| 12 | Никольское       | деревня, административный центр | ↗495      |
| 13 | Обухово          | деревня                         | ↗16       |
| 14 | Петрушино        | деревня                         | ↘2        |
| 15 | Прудново         | деревня                         | ↗76       |